# Novigrad (Ístria)
Novigrad (em italiano: Cittanova ou Cittanova d'Istria) é uma cidade da Croácia, situada no condado da Ístria. Tem 27 km²}} de área e sua população em 2011 era estimada em 4 345 habitantes.